# Egwale Tsyon d'Éthiopie
Egwale Syon d'Éthiopie (Ge'ez:እጓለ ጽዮን) ou Gwalu (Ge'ez:ጓሉ) fut négus d'Éthiopie sous le nom de Newaya Sagad de  1801 à 1818.

## Contexte
Fils aîné du Négus Hezqeyas d'Éthiopie, il est porté au trône en remplacement de Démétros Ier en juillet 1801 par Ras Gugsa Merso. Il règne dans l'ombre de ce membre de la dynastie des gouverneurs de Begamder qui dirigeait en fait le pays avec le titre d'Enderassie (vice roi) entre 1799 et 1825. 
Egwale Syon Négus, sans aucune autorité, ne fut jamais détrôné, et il mourut de mort naturelle en fonction, ce qui ne s'était pas produit depuis de longues années !
Il eut pour successeur son frère cadet Yoas II d'Éthiopie.